# Serrana de Teruel (raza aviar)

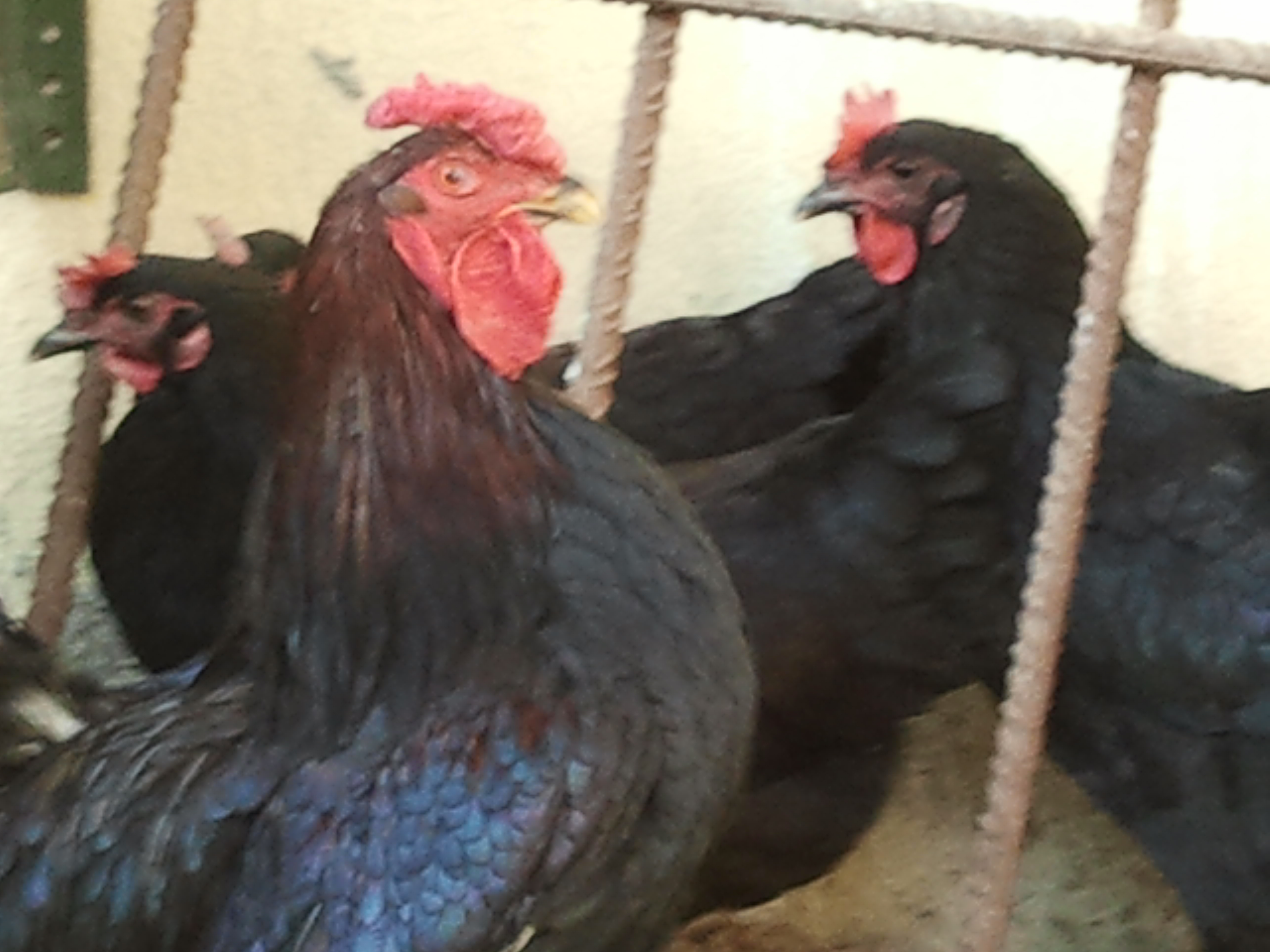
Gallo serrano.

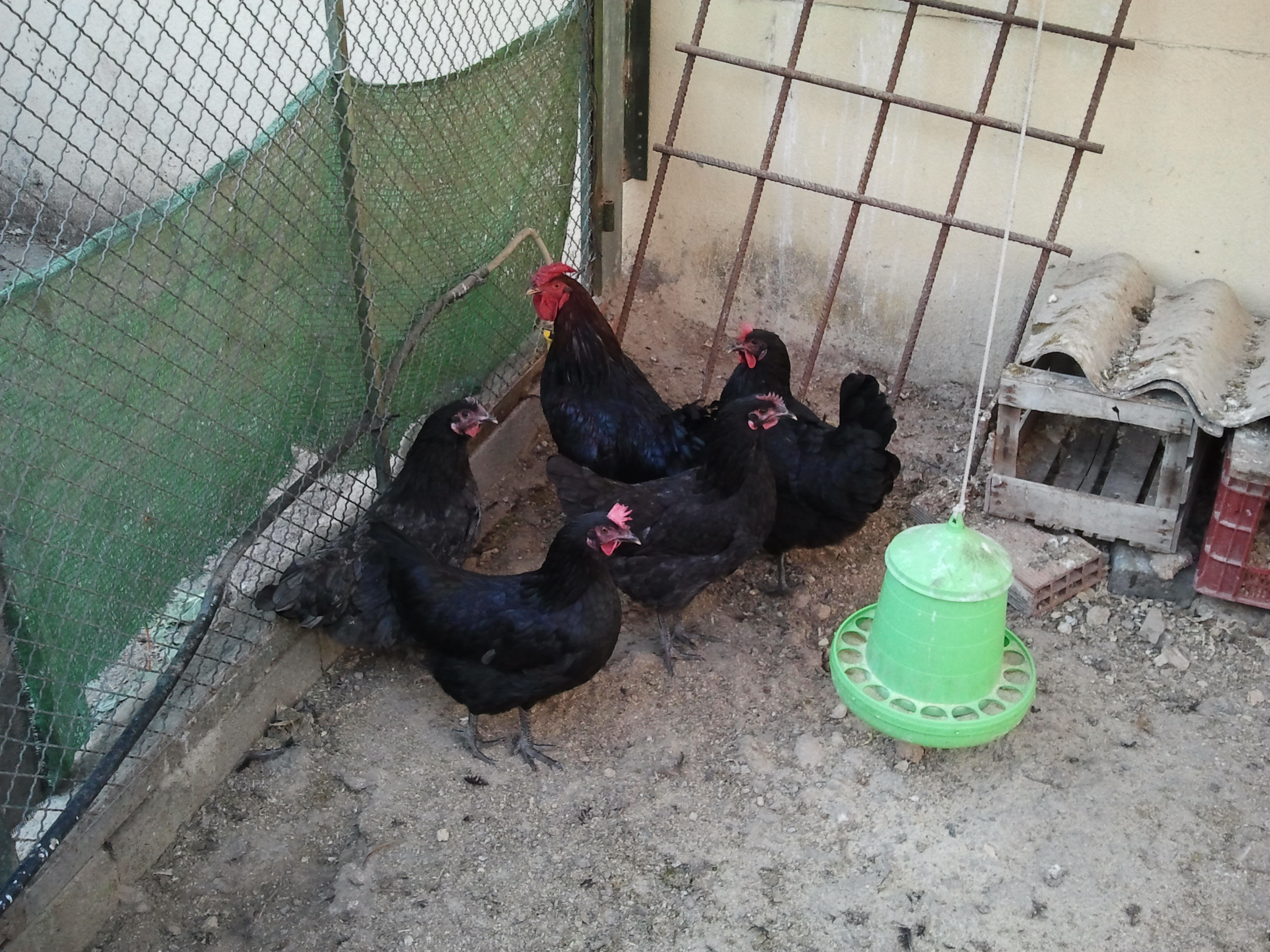
Gallinas serranas.

La gallina serrana de Teruel es una raza autóctona española de gallus gallus originaria de la provincia de Teruel (Aragón), aunque está presente fundamentalmente en las comarcas de Gúdar-Javalambre, Cuencas Mineras de Aragón, Maestrazgo y Comunidad de Teruel.
No está incluida en el Catálogo Oficial de Razas de Ganado de España del Ministerio de Agricultura, Pesca y Alimentación, por lo que no tiene reconocimiento oficial.

## Características
Es una gallina rústica, vivaz, muy bien acostumbrada a la vida en el campo, pasa todo el día escarbando y buscando alimento. Su rusticidad viene marcada por la dureza climatológica de esta zona. 
Es una gallina semipesada de tipo mediterráneo, que tiene una doble aptitud tanto de puesta como de carne. Los huevos son de color crema con distintas tonalidades, con un peso de 65 g y cuya producción anual es de más de 150 huevos por gallina. El peso es de 3,2-3,5 kg en el macho y 2,2-2,5 kg en la hembra.
Su patrón es el siguiente:
- Cara:  lisa, de color rojo intenso, pudiendo tener algunas filoplumas.
- Cresta: de tipo piña o apiñada. Es de tamaño mediano cubriendo sobradamente la cabeza, moderadamente ancha en la parte frontal y terminando totalmente en punta, la base es ovalada y está poblada de pequeñas puntas regulares. No tiene que estar elevada ni caída.
- Barbillas: de mediana longitud, unos cinco centímetros de largas.
- Orejillas: rojas, bien pegadas en la parte superior y colgantes o sueltas en la inferior claramente diferenciadas de las barbillas. Pueden tener algún reflejo blanco.
- Ojos: grandes, de forma elíptica, dándole un marcado carácter de viveza. El color del iris tiene tonos de color miel.
- Pico: de longitud mediana, romo, ligeramente curvado, de color corneo hasta negro dependiendo del color del plumaje.
- Cuello: alargado, pero muy compensado con el resto del cuerpo, luciendo una abundante esclavina que descansa en el dorso.
- Tronco: ancho, de longitud media.
- Dorso: ancho, de longitud mediana y bastante inclinado hacia la cola. Luciendo abundantes caireles.
- Pecho: ancho, prominente, musculoso y bien desarrollado.
- Cola: de tamaño mediado, bien poblada, formando un ángulo con la horizontal de    70 º, con un par de hoces que se elevan sobre las timoneras.
- Alas: grandes, fuertes, bien ceñidas al cuerpo, llevadas inclinadas.
- Muslos: fuertes y de tamaño mediano, visibles, con el plumaje poco ceñido.
- Tarsos: largos y delgados, de color amarillo. Con cuatro dedos y sin plumas.

## Situación
El abandono del medio rural y la llegada de las nuevas razas de híbridos durante años, han desplazado a la gallina serrana, poniendo en grave peligro su existencia. En el año 2005 se crea la Asociación de Criadores de la gallina serrana de Teruel, más conocida como avigaster, cuya intención es de conservar la raza y estudiar su genética. Tiene más de setenta y dos socios y un gran número de ejemplares repartidos por todo el territorio turolense e incluso en la comarca castellonense del Alto Palancia.